# Ole G. Mouritsen
Ole G. Mouritsen (født 4. maj 1950) er en dansk professor ved Københavns Universitet og var tidligere professor i fysik ved Syddansk Universitet i Odense. Hans forskningsområder er bio- og gastrofysik, og han beskæftiger sig med lipiders og membraners fysiske og kemiske egenskaber og deres vekselvirkninger med andre molekyler. Han var leder af MEMPHYS – Center for Biomembranfysik, et grundforskningscenter støttet af Danmarks Grundforskningsfond, samt centerleder af Smag for Livet, et forsknings- og formidlingscenter om smag støttet af Nordea-fonden. I april 2007 modtog han videnskabsministeriets Forskningskommunikationspris. I februar 2015 blev han udnævnt til præsident for Det Danske Gastronomiske Akademi.

## Tidligt liv
Ole Mouritsen blev født d. 4. maj 1950 i Sakskøbing på Lolland. Han gik i gymnasiet på Odense Katedralskole, hvorfra han blev student i 1970. Derefter fortsatte han med at læse på Aarhus Universitet. Han blev cand.scient. i 1976 og lic.scient. i 1980. Fire år senere, i 1984 forsvarede han en doktorafhandling om computersimulering af faseovergange og kritiske fænomener.
Ole Mouritsen er gift med Kirsten Drotner, som er professor i medievidenskab og mediekultur ved Institut for Litteratur, Kultur og Medier på Syddansk Universitet i Odense. De har sammen to børn, Jonas og Julie.

## Videnskabelig karriere
I 1979 blev Ole Mouritsen ansat som seniorforsker ved Aarhus Universitet. Der var han indtil 1985, hvor han fik en stilling som forskningsprofessor på Danmarks Tekniske Universitet (DTU). Fra 1990 til 2001 var han professor ved Fysisk Kemisk Institut på DTU, hvor han dannede forskningsgruppen MEMPHYS, som arbejdede med biomembraners fysik. I 2001 fik han tilsagn om støtte fra Danmarks Grundforskningsfond til oprettelsen af et grundforskningscenter i membranbiofysik. Det nye center, som blev finansieret for fem år, beholdt navnet MEMPHYS. Det kom til at ligge på Syddansk Universitet (SDU) i Odense, og det meste af MEMPHYS-gruppen blev således flyttet dertil. Ole Mouritsen blev samtidig professor på Fysisk Institut, SDU. En af grundtankerne bag MEMPHYS var at han ville skabe et forum for teoretikere, såvel som eksperimentalfolk og for forskere med baggrund i forskellige dele af naturvidenskaben, således at der ved samarbejde på tværs af fagområder, såvel som videnskabelige metoder kunne skabes nye, banebrydende forskningsresultater. Dette er lykkedes så overbevisende at Ole Mouritsen og MEMPHYS i 2006 fik forlænget centerkontrakten for yderligere fem år.
Ole Mouritsen er primært teoretiker, men har også arbejdet meget med computersimuleringer af forskellige systemer, bl.a. faseovergange og korngrænsesmeltning, specielt ved brug af Monte Carlo-simuleringer. Han var med til at udvikle madrasmodellen til beskrivelse af membranproteiners vekselvirkninger med lipiddobbeltlaget. Han har også bidraget til forståelsen af kolesterols, alkoholers og andre molekylers vekselvirkninger med membraner og påvirkninger af membranernes fluiditet.
Ole Mouritsen er medstifter af biotekfirmaet Liplasome Pharma, som forsker i en ny kræftbehandlingsmetode, der går ud på at indkapsle kræftmedicin i fedtkugler (såkaldte vesikler) som kan aflevere medicinen direkte i det kræftsyge væv.

## Forskningsformidling
Ole Mouritsen går meget op i at kommunikere sin forskning ud til den brede befolkning, og derigennem vise at naturvidenskabelig forskning også er både smuk, nyttig og interessant. Han er en meget aktiv formidler og idémanden bag forskellige aktiviteter som f.eks. Naturlige udfordringer, som er et formidlingsprojekt om naturvidenskab for unge  og Science in your eyes, en udstilling af billeder dannet ved forskellige former for mikroskopi, hvis formål er at vise at naturvidenskab også kan være kunst .
I begyndelsen af 2007 deltog han i videnskabsteatret Den Magiske Kugle, hvor han i en del af forestillingerne spillede hovedrollen .
Derudover har Ole Mouritsen ofte været involveret i forskellige aktiviteter i forbindelse med Forskningens Døgn, hvor man bl.a. har kunnet opleve ham i Gastrofysisk skattejagt og som skaber af store sæbebobler i et sæbebobleshow.
Ole Mouritsen har to gange (i 2006 og 2007) været nomineret til Forskningskommunikationsprisen, og han blev tildelt denne i april 2007 .

## Mad og sushi
Ole Mouritsen er også en kendt sushiekspert. Han blev første gang introduceret til sushi i 1980 under et ophold i Canada, og har siden været fascineret af tilberedningen, anretningen og, ikke mindst, indtagelsen af sushi. Han er en varm fortaler for de positive sundhedsmæssige aspekter ved at spise fisk, og han mener at en kost rig på de flerumættede fedtsyrer (f.eks. DHA og EPA), som findes i store mængder i fisk, kan være medvirkende til at man lever længere og have en gavnlig indflydelse på hjernens udvikling. Ole Mouritsen har skrevet en bog om sushi som udkom i 2006, og han tager også ud og holder fordrag om sushi.